# جام جی‌لیگ
جام جی‌لیگ (به ژاپنی: Jリーグカップ) مسابقاتی سازماندهی شده توسط جی‌لیگ است که در کشور ژاپن برگزار می‌شود. این مسابقات از سال ۱۹۹۲ میلادی تاکنون در این کشور برگزار می‌شود. ۱۸ باشگاهی که در جی‌لیگ حضور دارند، در این مسابقات شرکت می‌کنند.
باشگاه فوتبال کاشیما آنتلرز با ۶ قهرمانی پرافتخارترین تیم این مسابقات به حساب می‌آید.

## عناوین باشگاه‌ها
| باشگاه             | قهرمانی | نایب قهرمانی |
| ------------------ | ------- | ------------ |
| کاشیما آنتلرز      | ۶       | ۳            |
| توکیو وردی         | ۳       | ۱            |
| اوراوا رد دیاموندز | ۲       | ۴            |
| جوبیلو ایواتا      | ۲       | ۳            |
| گامبا اوساکا       | ۲       | ۳            |
| جف یونایتد چیبا    | ۲       | ۱            |
| کاشیوا ریسول       | ۲       | ۰            |
| توکیو              | ۲       | ۰            |
| شیمیزو اس-پالس     | ۱       | ۴            |
| یوکوهاما مارینوس   | ۱       | ۰            |
| اوئیتا ترینیتا     | ۱       | ۰            |
| سرزو اوساکا        | ۱       | ۰            |
| کاوازاکی فرونتال   | ۰       | ۴            |
| سانفریس هیروشیما   | ۰       | ۲            |